# Paratrachelas ibericus
Espèce
Synonymes
- Trachelas ibericus Bosselaers, Urones, Barrientos & Alberdi, 2009

Paratrachelas ibericus est une espèce d'araignées aranéomorphes de la famille des Trachelidae.

## Distribution
Cette espèce se rencontre en France, en Espagne, au Portugal et en Algérie.

## Description
Les mâles mesurent de 2,65 à 3,47 mm et les femelles de 3,81 à 4,05 mm.

## Publication originale
- Bosselaers, Urones, Barrientos & Alberdi, 2009 : On the Mediterranean species of Trachelinae (Araneae, Corinnidae) with a revision of Trachelas L. Koch 1872 on the Iberian Peninsula. Journal of Arachnology, vol. 37, no 1, p. 15-38 (texte intégral).